# 鄧基山
67°0′S 51°15′E / 67.000°S 51.250°E
鄧基山是南極洲的山峰，位於恩德比地，屬於圖拉山脈的一部分，處於畢達哥拉斯峰以西2公里，該山峰根據澳大利亞探險隊的空中照片被繪入地圖。